# アクタウ空港
アクタウ国際空港（アクタウこくさいくうこう、カザフ語: Ақтау халықаралық әуежайы, ロシア語: Международный аэропорт Актау）(IATA: SCO, ICAO: UATE)はカザフスタン共和国マンギスタウ州アクタウに位置する空港。ソビエト崩壊後の1993年にシェフチェンコ中央空港の名で運営が始まった。良好な港と効率的な鉄道網に支えられ陸・海・空の交通の要衝として機能している。

## 歴史
1996年11月にアクタウ国際空港株式社団が設立された。背景にはカスピ海周辺地域における石油産業の発展により掘削に要する機材や人材を迅速に輸送する必要性が高まったことがあげられる。

## 事故
- 2024年12月24日 - アゼルバイジャンのバクーからロシア・チェチェン共和国グロズヌイへ向かっていたアゼルバイジャン航空8243便が、飛行中に緊急事態を発出し[1]、アクタウ空港への緊急着陸を試みた。しかし、同機は空港付近の平原に墜落、乗客乗員67人のうち38人が死亡した[2]。

## 路線

### 国際線
| 航空会社                   | 就航地                                                                                                 |
| -------------------------- | --- |
| エア・アスタナ             | ロンドン/ヒースロー                                                                                    |
| フライアリスタン           | バクー、イスタンブール、クタイシ                                                                       |
| SCAT航空                   | アストラハン、グロズヌイ、イスタンブール、トビリシ、エレバン、ウルゲンチ(2025年8月2日より運航開始予定) |
| アエロフロート・ロシア航空 | モスクワ/シェレメーチエヴォ                                                                            |
| アジムート航空             | ミネラーリヌィエ・ヴォードィ                                                                           |
| アゼルバイジャン航空       | バクー                                                                                                 |
| ターキッシュエアラインズ   | イスタンブール                                                                                         |

### 国内線
| 航空会社         | 就航地                                                         |
| ---------------- | -------------------------------------------------------------- |
| エア・アスタナ   | アスタナ、アルマトイ                                           |
| フライアリスタン | アスタナ、アルマトイ、アクトベ、アティラウ、オラル、シムケント |
| SCAT航空         | アスタナ、アルマトイ、シムケント、コクシェタウ、テュルキスタン |